# Daniel Bejarano
Daniel Bejarano (Phoenix, 30 ottobre 1991) è un cestista statunitense, professionista in Europa e America.

## Carreira
Dopo il college (Arizona e Colorado State, con 16,3 punti di media nell'anno da junior) comincia la sua carriera da professionista dividendosi tra Messico, con gli Halcones Rojos Veracruz, e Georgia, con il Vita Tbilisi (14 punti di media in 8 partite). La stagione successiva gioca in Ucraina nel Khimik (partecipando anche alla Basketball Champions League) fino a marzo 2017, quando torna in Messico per terminare la stagione nel Rayos de Hermosillo, con cui vince il campionato. Il 7 settembre 2017 firma in Finlandia nel Kataja, con cui mantiene una media di 12,3 punti in 26 partite in campionato e 9,5 punti in 12 partite di FIBA Europe Cup. Nella stagione 2018-2019 è ancora in Messico, questa volta nel Fuerza Regia.

## Palmarès

### Squadra
- Campionato messicano: 3

Fuerza Regia: 2018-19, 2020, 2021
- CIBACOPA: 1

Rayos de Hermosillo: 2016-17